# Tell Me!
Tell Me! är en låt framförd av Einar Ágúst Víðisson & Telma Ágústsdóttir. Den är skriven av Örlygur Smári och Sigurður Örn Jónsson.
Låten var Islands bidrag i Eurovision Song Contest 2000 i Stockholm i Sverige. I finalen den 13 maj slutade den på tolfte plats med 45 poäng.